# Бискупија Малакал
Бискупија Малакал (лат. Dioecesis Malakalensis) је једна од шест бискупија римокатоличке цркве на територији Јужног Судана, под управом надбискупије у Џуби. Захвата површину од 238.000 км², а њено седиште је у граду Малакалу. Има око 78.000 верника и девет верских објеката на својој територији. Поглавар је бискуп Роко Табан Муса.

## Историја
Десетог јануара 1933. године основана је католичка мисија у Кодоку под управом Картумске надбискупије. У августу 1938. унапређена је у апостолску префектуру Кодок, а 1949. године преименована у апостолску префектуру Малакал. Данашњи сатус стекла је 14. јула 1974. године.

## Досадашњи поглавари
- Матео Микелон (1933–1935)
- Џон А. Вал (1939–1945)
- Џон Харт (1947–1949. и 1949–1962)
- Херман Герард Те Рил (1962–1967)
- Пијо Јукван Денг (1967–1974. и 1974–1976)
- Моџвок Њикер (1979–2009)
- Роко Табан Муса (2009–)